# تریوولتزیو
تریوولتزیو (به ایتالیایی: Trivolzio) یک کومونه در ایتالیا است که در استان پاویا واقع شده‌است. تریوولتزیو ۳٫۹ کیلومتر مربع مساحت و ۱٬۳۳۳ نفر جمعیت دارد و ۹۷ متر بالاتر از سطح دریا واقع شده‌است.